# إرنست بيستولا
إرنست بيستولا (28 نوفمبر 1906 – 14 سبتمبر 1944) هو ملاكم ألماني راحل، مثّل بلاده في الألعاب الأولمبية الصيفية 1928.

## روابط خارجية
إرنست بيستولا على موقع بوكس ريك (الإنجليزية) (registration required)
- إرنست بيستولا على موقع أوليمبيديا (الإنجليزية)